# Conseil régional du Molise
XIIe législature
Via IV Novembre, 87, Campobasso
Le conseil régional de Molise (en italien : Consiglio regionale del Molise) est le conseil régional de la région du Molise.

## Mode de scrutin
Le conseil est constitué de 21 conseillers, élus pour cinq ans au scrutin proportionnel plurinominal avec prime majoritaire.
Le jour du scrutin, l'électeur vote deux fois : il accorde un suffrage à l'un candidat à la présidence de la junte régionale et un suffrage à un parti politique qui le soutient.
À l'issue du vote, les forces politiques qui soutiennent le candidat élu président de la junte régionale reçoivent au minimum 13 sièges et au maximum 15 sièges, dont un réservé au nouveau président. Parmi les 6 à 8 mandats attribués aux autres forces politiques, l'un revient automatiquement au candidat à la présidence arrivé deuxième.
Les sièges sont ensuite répartis entre les listes dont le candidat a recueilli au moins 8 % des exprimés, et qui ont elles-mêmes rassemblé au moins 3 % des voix.